# Pretty Bayou
Pretty Bayou statisztikai település az USA Florida államában, Bay megyében. Lakosainak száma 2911 fő (2020. április 1.).

## Népesség
A település népességének változása:

| 2010 | 3 206 |
| 2020 | 2 911 |